# 北部都尉
北部都尉，中国中国古代官名。
秦始皇派大将蒙恬北逐匈奴取河南地（今河套地区）后，在北地郡北部所置军事长官，驻富平县城（治今吴忠市西）。级别比将军略低。
汉代较大的郡、国分南、北部，各置都尉一人，统郡国兵，负责地方治安。在蜀郡设蜀郡北部都尉、北部冉𩧪都尉。西汉地节三年（前67年）改汶山郡置蜀郡北部都尉，属蜀郡。治所在汶江县（今四川茂县北三里）。辖境相当今四川茂县、汶川、松潘、理县等县地。东汉延光三年（124年）改为汶山郡。南齐复置北部都尉，属益州。治所在今四川茂县北三里。南梁普通三年（522年）改置北部郡。
西晋置北部都尉，为匈奴五部都尉之一。北部帅为匈奴北部长官，掌统帅其部众。晋武帝太康年间，改匈奴北部帅置北部都尉，统率四千余落，居新兴县。太康末南，刘渊曾担任。